# Хэнкок, Джон (орнитолог)
Джон Хэнкок (англ. John Hancock; 24 февраля 1808, Ньюкасл-апон-Тайн, Англия — 11 октября 1890, Лондон) — английский натуралист, орнитолог и таксидермист.

## Биография
Окончил Королевскую гимназию в своём родном городе.

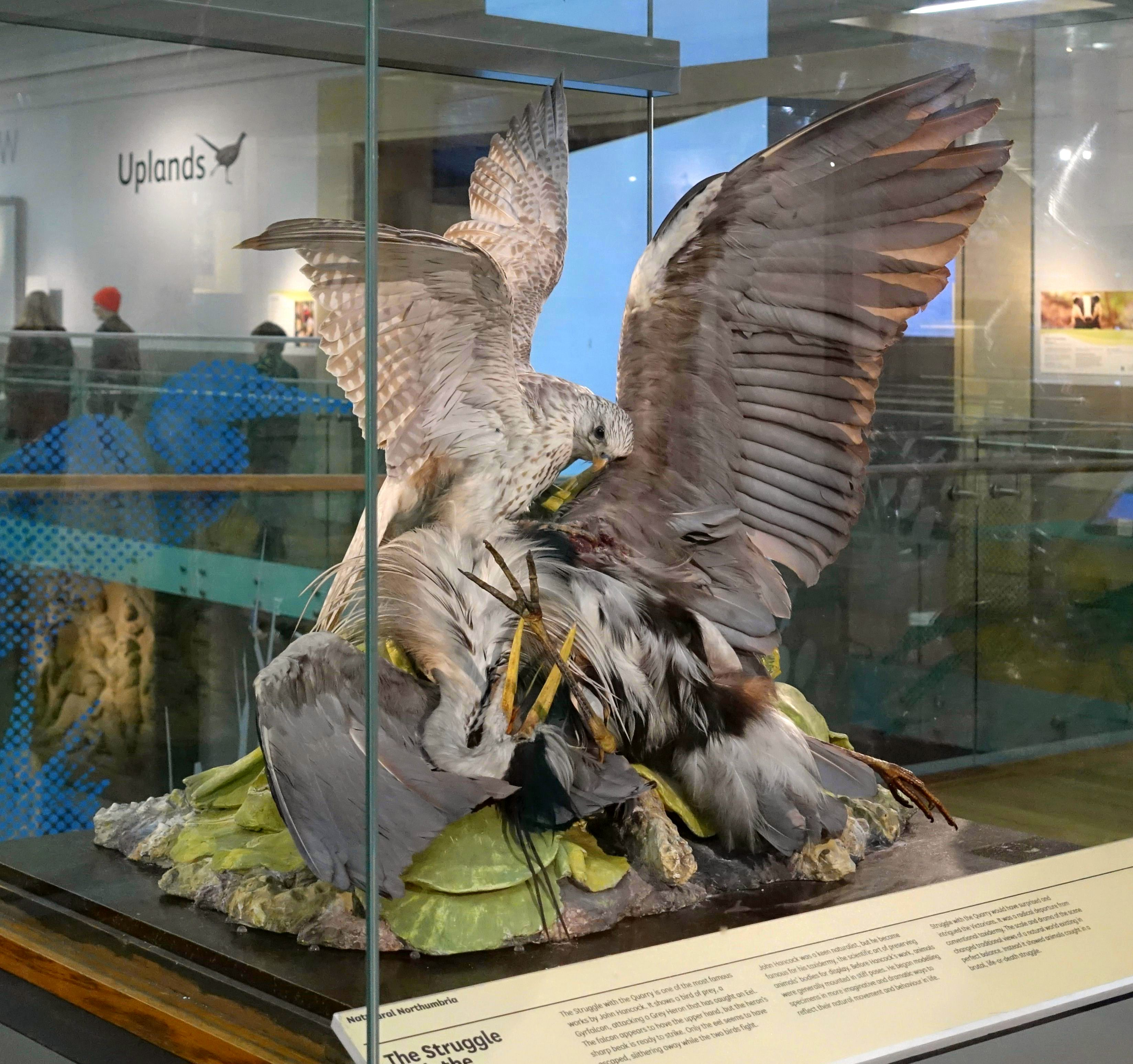
The Struggle with the Quarry, 1851

Работал в золотой век таксидермии, когда животные стали популярной частью дизайна интерьеров викторианской эпохи и считается отцом современной таксидермии.
Хэнкок ввёл в таксидермию стиль драматической и реалистичной аранжировки. В одной из его известных работ «The Struggle with the Quarry» , 1851 изображён сокол, нападающий на цаплю, держащую угря. Эта таксидермическая работа была достопримечательностью Всемирной выставки 1851 года в Лондоне.
Знаток северных птиц и их яиц. Напечатал, между прочим: «Catalogue of the Birds of Northumberland and Durham» («Nat. Hist. Trans. Northumberland», 1874); в появившемся в 1847 г. издании Бьюика: «British Birds» составил синоптические таблицы для определения британских птиц.
В Ньюкасл-апон-Тайн есть музей Хэнкока, в котором выставлены предметы, принадлежащие его коллекции.